# La Tribune (France, 1868)
Pour les articles homonymes, voir La Tribune.
La Tribune française, politique et littéraire était un journal hebdomadaire, fondé par Théodore Duret avec Eugène Pelletan, Alexandre Glais-Bizoin, Jacques-Louis Hénon et André Lavertujon, qui paraît entre 1868 et 1870.
Émile Zola et Jules Ferry y collaborèrent.